# Amputechture
Amputechture es el tercer álbum de la banda de rock progresivo estadounidense The Mars Volta publicado el día 12 de septiembre de 2006. Fue grabado en Los Ángeles (California), El Paso (Texas) y Melbourne (Australia). El álbum fue producido por Omar Rodríguez-López y mezclado por Rich Costey. El dibujo de la portada es la inversión horizontal del "Big Mutant" de Jeff Jordan. 
El álbum presenta cerca de música invitados, incluyendo al por aquel entonces guitarrista de los Red Hot Chili Peppers John Frusciante que participa como invitado en todos los temas del disco excepto en Asilos Magdalena.
A principios de julio, "Viscera Eyes" fue oficialmente lanzado en el sitio Myspace de la banda. El 31 de julio de 2006, la banda añadió un enlace a una parte de la canción en su web. Poco tiempo después, la versión completa de "Viscera Eyes" en la página de MySpace se reemplazó por una edición para radio que duraba 4:21. "Viscera Eyes" también fue confirmada como primer sencillo de este álbum.
El álbum debutó en el top #9 en el Billboard 200 vendiendo más de 59,000 copias en su primera semana.

## Visión general
Amputechture supuso la primera vez que Omar y Cedric trabajarían una narrativa unificada. El proceso creativo esencial siguió siendo el mismo: Omar creó la música (incluyendo las secciones de trompetas) y Cedric las letras, pero esta vez con la libertad de documentar historias sin relación, con viñetas, chistes, diversas personas, eventos y recuerdos. Con todo, a Cedric le gustó la experiencia alternativa de compartimentalizar los episodios de la Night Gallery de Rod Serling o la trama de Twin Peaks de David Lynch, historias no necesariamente lineales o de alguna manera conectadas, pero todas contadas por la misma voz. 

En una entrevista para la MTV publicada el 25 de julio , Cedric Bixler-Zavala afirmó que las influencias para el álbum fueron muy diversas, yendo desde las marchas migratorias recientes en los EE. UU., a las nuevas historias de monjas poseídas. Más allá del concepto del álbum, su historia y sentido global, Cedric diría: 
"Este álbum está basado en el miedo a Dios en vez del amor a Dios que va de la mano con el Catolicismo... Para mí, la religión es la razón por la que hay tantos conflictos en este mundo y pienso que es tan innecesario creen en el Dios de ojo azul, barba blanca y pelo canoso. Amputechture es mi manera personal de describir la iluminación o sólo la celebración de esta persona que es un chamán y no un loco. Va sobre la glándula pineal y cómo ciertos elementos que imitan una experiencia de DMT y cómo podemos acercarnos a la cura del cáncer y el sida si estamos más sintonizados con lo que sucede en la selva tropical."
Omar Rodríguez-López ha declarado que la palabra "Amputechture" fue acuñada por Jeremy Michael Ward. Omar declaró en una entrevista al Switch Magazine:
"Esta palabra ha estado con nosotros durante mucho tiempo y queríamos utilizarla para algo muy importante. Para nosotros, este tercer álbum es muy importante y... No sé exactamente qué significa, pero el sonido de la palabra nos hace sentir bien."

## Lista de temas
1. Vicarious Atonement - 7:21
2. Tetragrammaton - 16:43
3. Vermicide - 4:17
4. Meccamputechture - 11:04
5. Asilos Magdalena - 6:36
6. Viscera Eyes - 9:25
7. Day of the Baphomets - 11:58
8. El Ciervo Vulnerado - 8:59

## Integrantes
- Omar Rodríguez-López - Guitarra líder. Es el compositor de la banda.
- Cedric Bixler-Zavala - Voz. Es el autor de las letras
- Jon Theodore - Batería
- Isaiah Ikey Owens - Teclado
- Juan Alderete - Bajo
- Marcel Rodríguez-López - Percusión
- Pablo Hinojos-González - Manipulación de Sonido
- Adrian Terrazas-Gonzales - Flauta, Saxo Tenor, Clarinete Bajo
- John Frusciante - Guitarra rítmica